# Douwe Mout van der Meer

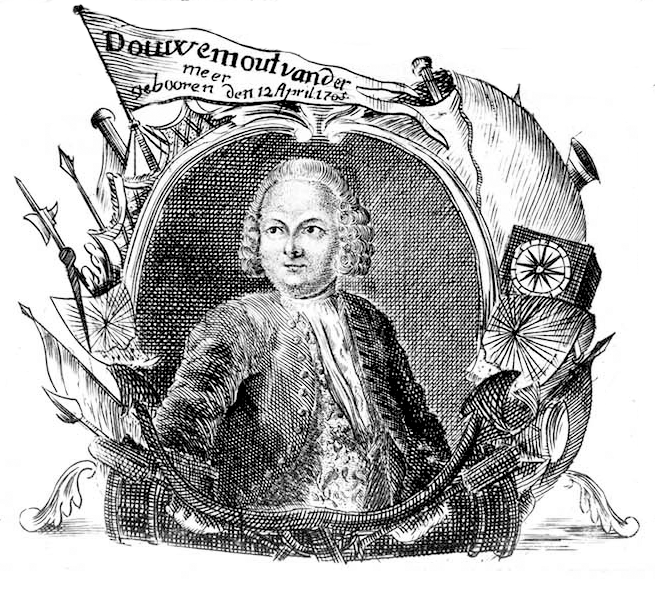
Douwe Mout van der Meer, um 1747

Douwe Jansz Mout van der Meer, eigentlich Douwe Jansz Mout (* 12. April 1705; † nach 1758), war ein niederländischer Schausteller. Er wurde berühmt durch sein Nashorn, das er in verschiedenen Ländern in Europa zur Schau stellte; für seinen Erfolg als Schausteller wurde er geadelt.

## Leben

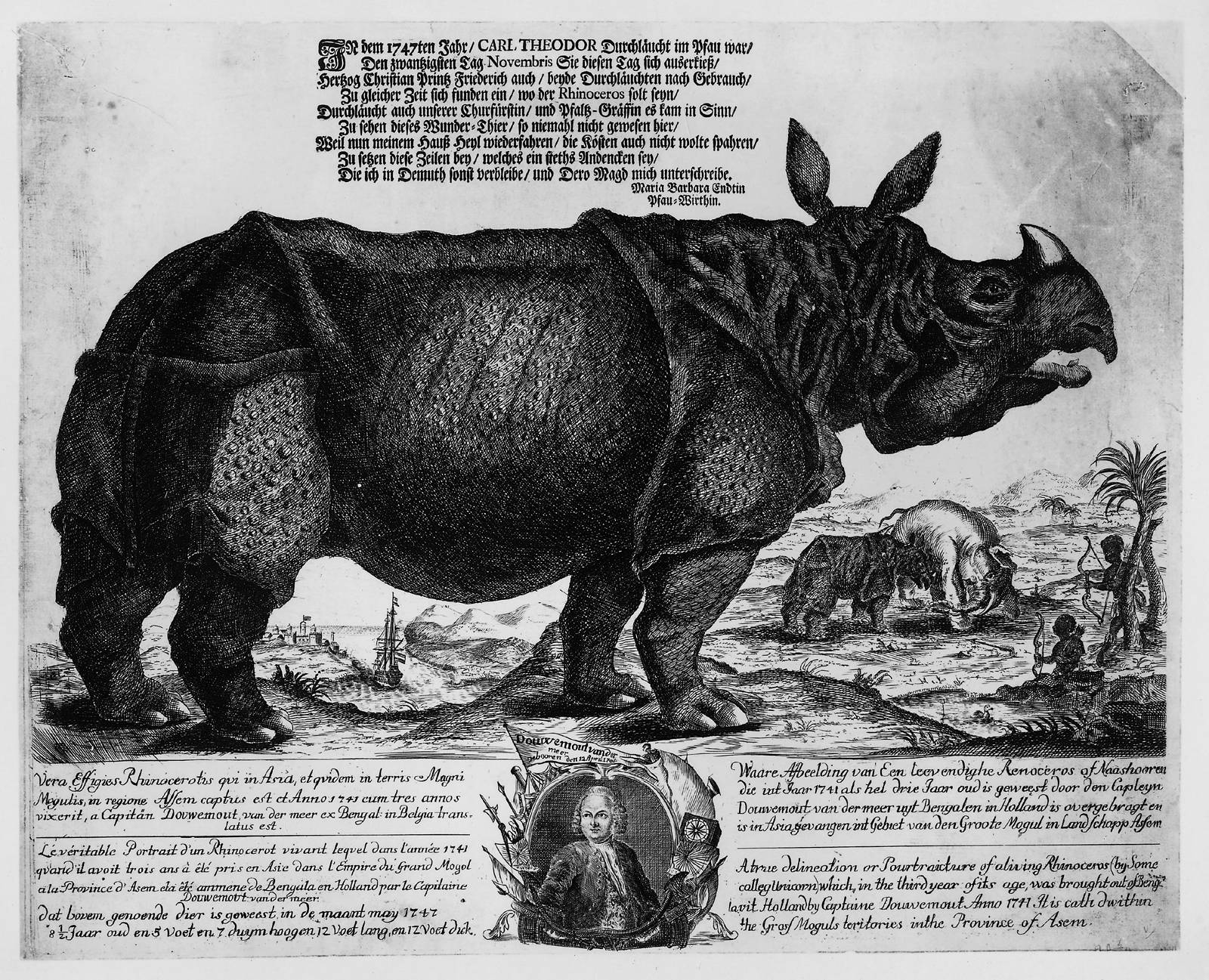
Clara. Souvenirbild, verkauft in Mannheim 1747

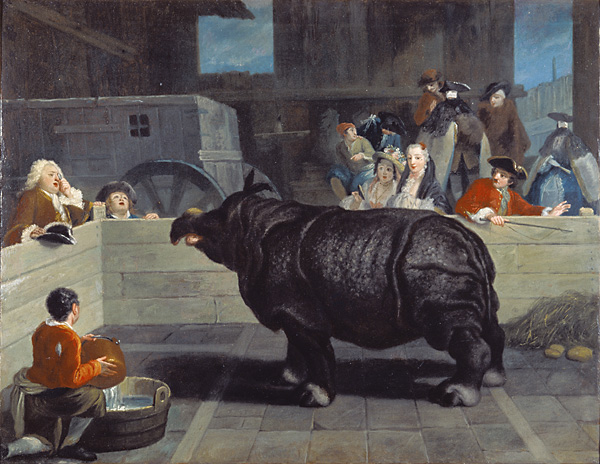
Pietro Longhi (Werkstatt): Clara, das Nashorn in Venedig; Öl auf Leinwand, 1751; Collezione Banca Intesa, Vicenza

Über Douwe Mouts Herkunft ist wenig bekannt. Belegt in den Archiven der Stadt Leiden in Holland sind eine Geburtsanzeige vom 12. April 1705, ein Rücktritt aus der Niederländischen Ostindien-Kompanie aus dem Jahre 1741 und die Taufbescheinigung einer Tochter Elisabeth vom 5. Dezember 1751. Spätere Quellen basierten vor allem auf den Darstellungen der Schaustellerzettel van der Meers und auf zeitgenössischen Berichten. Danach stammte er aus einer Seefahrerfamilie und sein Vater sei wie sein Großvater und zwei Onkel mütterlicherseits Kommandeur in der Handelsschifffahrt gewesen. Douwe Mout machte ab 1736 Karriere als Kapitän auf großer Fahrt für die Niederländische Ostindien-Kompanie. 1740 hatte er den Befehl über die Knappenhof. Für die Jahre 1742 bis 1744 ist er als Kapitän der Goidschalxoord verzeichnet, die auf der Route zwischen Holland, Indien und Niederländisch-Indien fuhr. Belegt in Leiden ist ein von ihm 1741 auf der Knappenhof von Bengalen in die Niederlande mitgebrachtes Nashorns namens Clara. Douwe Mout hatte das noch junge Tier Jan Albert Sichterman abgekauft, dem Direktor der Kompanie in Bengalen. Mit Clara tourte er ab 1746 erfolgreich durch Europa. Die Taufurkunde einer Tochter aus dem Jahr 1751 nennt als deren Mutter eine Elisabeth Snel; eine Heiratsurkunde ist indes nicht überliefert.

## Rhinomania
Ermutigt durch den Erfolg bei ersten Schaustellungen Claras vor zunächst heimischem Publikum, gründete Douwe Mout eine kleine Schaustellertruppe, konstruierte ein Transportgefährt für das Nashorn und zog von 1746 bis 1758 mit ihm durch Deutschland, Österreich, die Schweiz, Frankreich und Italien. Die Tournee endete mit dem Tod Claras in England und hinterließ einen bis dahin beispiellosen Rummel um ein Nashorn.
Zum ersten Mal  seit dem frühen 16. Jahrhundert, als ein von Dürer in einem berühmten Holzschnitt festgehaltenes Exemplar in Lissabon landete, war wieder ein Nashorn in Europa zu besichtigen. Douwe Mouts Zurschaustellungen seiner Clara lockten alle sozialen Schichten in seine Manege, auch gekrönte Häupter ließen sie sich nicht entgehen. Die Eintrittspreise waren gestaffelt, sowohl nach der Güte der Plätze als auch nach dem sozialen Rang der Zuschauer.
Douwe Mout gelang es zudem, die Zuschauerbegeisterung über die Vorstellungen hinaus zu beflügeln und zu Geld zu machen. Er sorgte für illustrierte Plakate und Annoncen der Auftritte sowie für den Verkauf von Kupferstichen verschiedenen Formats; Clara-Souvenirs, wie zum Beispiel Medaillen in Silber, Bronze oder Zink und der in Fläschchen abgefüllte Urin des Nashorns, dem man Heilkraft nachsagte, fanden allerorten ihren Absatz.
Clara wurde ein Star. Die Künstler malten sie in Öl, die Kupferstecher sorgten für die Verbreitung ihres Konterfeis.

## Ehrungen
Kaiser Franz I. erhob Douwe Mout 1746 in den Adelsstand, er nannte sich fortan van der Meer. Mit dem Tod Claras 1758 verliert sich indes die Spur des Schaustellers; wann und wo Douwe Mout van der Meer starb, ist unbekannt.